# Higehiro: After Being Rejected, I Shaved and Took In a High School Runaway
Higehiro: After Being Rejected, I Shaved and Took In a High School Runaway (яп. ひげを剃る。そして女子高生を拾う。 Хигэ во сору. Соситэ дзёсико:сэй во хироу) — ранобэ, написанное писателем под псевдонимом Симэсаба и иллюстрированное booota. Изначально с марта 2017 года он публиковал сочинение онлайн на пользовательском веб-сайте Kadokawa, посвящённом публикации романов, — Kakuyomu. С февраля 2018 года произведение публикуется издательством Kadokawa Shoten в отдельных томах под импринтом Kadokawa Sneaker Bunko. На их основе создана манга-адаптация с иллюстрациями Имару Адати, она выходит с ноября 2018 года в журнале Monthly Shōnen Ace издательства Kadokawa Shoten. Также на основе ранобэ студией Project No.9 снят аниме-сериал, его премьера прошла с 5 апреля по 28 июня 2021 года.

## Сюжет
Однажды Ёсиду поспешно отвергла девушка, в которую он был влюблён 5 лет. Утопив своё горе в алкоголе, по дороге домой он встречает старшеклассницу. Так и началась эта история про жизнь между сбежавшей из дома старшеклассницей Саю и 26-летним служащим.

## Персонажи
Ёсида (яп. 吉田 Ёсида) — обычный 26-летний служащий. Случайно столкнулся с Саю и предложил ей остановиться у него вместо того, чтобы ночевать на улице, взамен на работу по дому.
Сэйю: Кадзуюки Окицу
Саю Огивара (яп. 荻原 沙優 Огивара Сяю:) — сбежавшая из дома школьница, привыкшая считать, что за хлеб и кров она может расплатиться только своим телом.
Сэйю: Кана Итиносэ
Юдзуха Мисима (яп. 三島 柚葉 Мисима Ю:дзуха)
Сэйю: Каори Исихара

## Медиа

### Ранобэ
Изначально с марта 2017 года он публиковал сочинение онлайн на пользовательском веб-сайте Kadokawa, посвящённом публикации романов, — Kakuyomu. С февраля 2018 года произведение публикуется издательством Kadokawa Shoten в отдельных томах под импринтом Kadokawa Sneaker Bunko. 1 июня 2021 года планируется к выходу пятый том истории, который должен стать последним.

### Манга
Манга-адаптация с иллюстрациями Имару Адати публикуется с ноября 2018 года в журнале «Monthly Shōnen Ace» издательства Kadokawa Shoten

### Аниме
По мотивам ранобэ 26 декабря 2019 года был анонсирован аниме-сериал. Производством занялась студия Project No.9 под руководством режиссёра Манабу Камикита по сценарию Дэко Акао. За дизайн персонажей отвечает Такаюки Ногути. Томоки Кикуя написал музыку для сериала. Премьера сериала прошла 5 апреля 2021 года на каналах AT-X, Tokyo MX и BS11.

## Критика
Ранобэ было распродано в количестве более 400 000 экземпляров, включая цифровые копии. Оно заняло 4-е место в категории бункобонов в рейтинге Kono Light Novel ga Sugoi! 2019.
Хотя история берёт за основу табуированные отношения — между школьницей и мужчиной за двадцать — она справляется с их изображением, не переходя грани к их фетишизации. Многие критики отметили, что главный герой один из немногих взрослых персонажей в аниме, который не пытается воспользоваться школьницей, даже когда она сама предлагает ему секс в обмен на проживание, при этом он считает подобное своё поведение всего лишь соответствием минимальным нормам морали, а не особенным проявлением «доброты». Поведение Ёсиды особенно контрастирует с персонажем другого аниме об отношениях с разницей в возрасте, вышедшего в тот же сезон, что и Higehiro, — Koi to Yobu ni wa Kimochi Warui, где главный герой, наоборот, преследует школьницу, несмотря на все её отказы.

## Примечание
1. 1 2 3 4  Hige o Soru. Soshite Joshi Kōsei o Hirou. Novels Get Anime. Anime News Network (26 декабря 2019). Дата обращения: 26 декабря 2019. Архивировано 26 декабря 2019 года.
2. ↑  Rafael Antonio Pineda. Higehiro: After Being Rejected, I Shaved and Took in a High School Runaway Novels End in 5th Volume (англ.). Anime News Network (6 апреля 2021). Дата обращения: 2 мая 2021. Архивировано 14 июня 2021 года.
3. ↑  Hige o Soru. Soshite Joshi Kōsei o Hirou. Anime Reveals Staff, TV Airing. Anime News Network (26 июля 2020). Дата обращения: 26 июля 2020. Архивировано 29 сентября 2020 года.
4. ↑  Crystalyn Hodgkins. 'Hige o Soru. Soshite Joshi Kōsei o Hirō' TV Anime's Promo Video Reveals April 2021 Debut. Anime News Network (26 ноября 2020). Дата обращения: 26 ноября 2020. Архивировано 16 апреля 2021 года.
5. ↑  Hodgkins, Crystalyn. 'Hige o Soru. Soshite Joshi Kōsei o Hirou.' Anime's Promo Video Previews Opening Theme Song. Anime News Network (26 февраля 2021). Дата обращения: 26 февраля 2021. Архивировано 17 апреля 2021 года.
6. 1 2 3  The Spring 2021 Preview Guide - Higehiro: After Being Rejected, I Shaved and Took in a High School Runaway (англ.). Anime News Network (5 апреля 2021). Дата обращения: 2 мая 2021. Архивировано 30 апреля 2021 года.